# Lightspark
Lightsparkはフリーでオープンソース(LGPL v3)のSWFプレイヤーである。
OpenGLベースのレンダリングとLLVMを用いたActionScriptの実行ができる。ActionScript 3.0の機能のほとんどをサポートし、Mozilla FirefoxやGoogle Chromeで利用できるプラグインもある。OpenGLのシェーダー(GLSL)を使用している。
LightSpark Proと言うソフトウェアがあるが、Lightsparkとは無関係なアドウェアなので注意を要する。